# Nicotinamidă
Nicotinamida este una dintre cele două forme de vitamina B3, fiind utilizată ca medicament și supliment alimentar. Este utilizată pentru a preveni și trata pelagra (deficitul de niacină). Deși pentru această indicație se poate folosi în schimb însuși niacina, nicotinamida prezintă avantajul de a nu cauza înroșirea pielii. Există și creme cu nicotinamidă utilizate pentru tratamentul acneei.
Nicotinamida a fost descoperită între 1935 și 1937. Se află pe lista medicamentelor esențiale ale Organizației Mondiale a Sănătății.